# Frankston, Texas
Frankston är en kommun (town) i Anderson County i Texas. Vid 2010 års folkräkning hade Frankston 1 229 invånare.

## Kända personer från Frankston
- Frank Beard, musiker